# Albert Frank (Dramatiker)
Albert Frank (* 1959 in Wien) ist ein österreichischer Dramatiker, Schauspieler und Regisseur.

## Leben
Albert Frank studierte Theaterwissenschaft und Kunstgeschichte. Er arbeitete als Schauspieler im Ensemble des Theater Ingolstadt, der Badischen Landesbühne in Bruchsal, der Württembergischen Landesbühne Esslingen und des Staatstheaters Braunschweig. Seit 1997 ist er freiberuflich als Schauspieler und Regisseur tätig, u. a. am Kleist-Theater Frankfurt (Oder), am Theater der Altmark in Stendal, am Staatstheater Schwerin und am Hans Otto Theater in Potsdam.
In Frankfurt/Oder inszenierte er die Aufführungen und Uraufführungen seiner Komödien „fast Faust“ (1999) und „Der Präsident“ (2001), in Berlin das Stück „Mahlzeit! Eine Kulturgeschichte des Essens.“ (2001)
Albert Frank hat im Jahr 2008 einen Berliner Stadtführer für sehbehinderte Menschen entwickelt, der kostenlos online zur Verfügung steht. Er lebt mit seiner Familie in Berlin.

## Werk
Franks Stücke zeichnen sich oft durch einen absurden Humor aus. In der Komödie Der Präsident z. B., die in einer deutschen Polizeiwache spielt, macht sich die Kommissarin Ullrich auf die Spur von gentechnisch manipulierten Bananen, während ihr unter einer Taubenphobie leidender Kollege sich mit einem Erpresser, dem "Präsidenten", konfrontiert sieht, der den Rücktritt des Bundestrainers und die alleinige Entscheidungsgewalt darüber fordert, welche Spieler in der deutschen Fußballnationalmannschaft spielen dürfen.
Franks erfolgreichstes Stück fast Faust, das bisher über 500 Vorstellungen im deutschsprachigen Raum erlebte, handelt von den drei Personen André, Heiner und Hannah (dem "Dramenterzett"), die es sich zur Aufgabe machen, Goethes Drama Faust auf die Bühne zu stellen. Die dafür benötigten 57 Rollen übernehmen sie allein, und da Hannah wie Goethes Gretchen schwanger wird, wird Heiner durch André genötigt, auch noch die Gretchen-Rolle zu übernehmen.
Typisch für Franks Stücke ist auch die Einbindung des Publikums, so wie im Stück Mahlzeit!, in welchem das Publikum einen Fragebogen ausfüllen, dem Chefkoch assistieren und schließlich mitessen darf.
2017 erschien sein Kriminalroman Tod vor dem Steffl.

## Werke

### Theaterstücke
- fast Faust (Uraufführung (UA): 19. Mai 2000, Schlossplatztheater Berlin-Köpenick, Regie: Regina Schneider)
- Der Präsident (UA: 5. November 1999, Kleist Theater Frankfurt/Oder, Regie: Albert Frank)
- Mahlzeit! Ein kulinarischer Streifzug durch die Kulturgeschichte des Essens (UA: 19. April 2001, Bellevue Theater Berlin, Regie: Albert Frank)
- Blauensteiner (noch keine UA)

### Romane
- Tod vor dem Steffl. Kriminalroman. emons, Köln 2017, ISBN 978-3-7408-0174-8